# Albona
Albona (in croato Labin; in veneto Albona; in tedesco Labin, desueto Tüberg) è una città dell'Istria, in Croazia, di circa 10 488 abitanti (di cui 5 837 residenti nel centro storico e nella frazione di Piedalbona).
Albona è il modello meglio conservato in Istria degli antichi abitati formatisi nei molti secoli di vita.
Fino al 1947 era parte integrante della provincia di Pola. Albona, con Arsia, è gemellata, ufficialmente dal 2 marzo 2010, con il comune sardo di Carbonia, già carbonifero del bacino minerario del Sulcis.

## Geografia
Situata sulla costa sud-orientale dell'Istria a circa 3 km dal mare ad un'altitudine di 320 m s.l.m., Albona si trova tra la valle del Carpano e la valle degli Olivi, che scende verso il porto. Il paese è situato a 43 km a nord-est di Pola e a 63 km a sud-ovest di Fiume.
La città attuale è costituita da tre parti: la città vecchia o alta (Stari Grad), la città bassa o Piedalbona (Podlabin), già Pozzo Littòrio d'Arsia, e la località balneare di Porto Albona o Rabaz (Rabac), situata a circa 5 km dal centro.

## Storia
Come testimoniano alcune iscrizioni (ora visibili nell'atrio del Comune di Albona), sotto l'Impero romano il paese di Albona è stato un potente municipio che fu donato ai soldati veterani della Gens Claudia, i quali sulla costa marina costruirono i loro insediamenti (villae) nel primo secolo a.C. Successivamente, nel primo secolo d.C., fu l'Imperatore Tito, della dinastia Flavia, ad iniziare a fare sfruttare il locale bacino carbonifero, facendolo diventare un importante centro minerario. Dopo la caduta dell'Impero romano d'Occidente, il porto, i suoli e i giacimenti di Albona furono utilizzati da Ostrogoti, Longobardi, Bizantini, Franchi, Germani, Friulani e ovviamente dalla Repubblica di Venezia, cui Albona appartenne fino al crollo della stessa nel 1797. Dopo questa data, il territorio di Albona fu assoggettato all'Impero austriaco fino al 1918, quando venne poi annesso al Regno d'Italia.
Negli anni venti del XX secolo, minatori comunisti fondarono la Repubblica di Albona, di impronta sovietica. Il malcontento diffuso a causa delle condizioni di lavoro imposte dalla proprietà esplose a seguito del pestaggio squadrista ai danni del sindacalista Giovanni Pippan. I lavoratori, occupando gli impianti minerari sulla scorta delle occupazioni sovietiche e dello slogan in croato "Kova je naša" ("la miniera è nostra"), per circa un mese (la repubblica viene proclamata il 7 marzo e la repressione militare è datata 7 aprile) portarono avanti un progetto di autogestione. L'intervento dell'esercito italiano terminò l'episodio indipendentista: due operai morirono negli scontri e il resto di quelli che si erano resi colpevoli di atti di violenza e intimidazione (per quanto in sede processuale queste accuse siano state reputate infondate, vista l'assoluzione degli imputati stessi) furono processati successivamente a Pola. Negli anni trenta – anche in seguito alla crisi economica seguita al crollo del '29 – furono favorite le assunzioni di minatori dal resto del Regno. 
Durante il periodo fascista fu modernizzato lo sfruttamento della produzione di carbone fossile.
Nel 1937 venne distaccata parte del territorio comunale, che andò a costituire il nuovo comune di Arsia.
Nel 1945, negli ultimi giorni di guerra, i partigiani comunisti di Tito, tra cui minatori locali, si impadronirono degli impianti scacciandone i soldati tedeschi di presidio. Dopo il termine del conflitto, come peraltro nel resto dell'Istria, la grande maggioranza degli operai italiani abbandonarono il sito per rientrare in Italia e sfuggire alle persecuzioni. Dopo il trattato di Parigi del 10 febbraio 1947, Albona seguì il destino del resto dell'Istria e fu annessa alla Jugoslavia. Dal 1991, dopo l'indipendenza seguita al disfacimento dell'ex Jugoslavia, Albona fa parte della Repubblica di Croazia.

## Monumenti e luoghi d'interesse
- Chiesa della Beata Vergine Maria, realizzata in stile gotico nel 1336, subì modifiche in epoca rinascimentale
- Loggia Civica, seicentesca
- Palazzo Comunale, ottocentesco
- Cappella di Santa Maria della Salute
- Cappella dei Santi Cosma e Damiano
- Porta Maggiore, detta San Fiore
- Palazzo Pretorio
- Palazzo Scampicchio
- Palazzo Lazzarini Battiala
- Palazzo Manzini
- Chiesa di Santo Stefano, barocca
- Chiesa di San Giusto, nelle cui vicinanze c'è un vasto panorama da cui si ammirano il monte Maggiore e varie isole appartenenti al golfo del Quarnaro

## Economia
La città è famosa per i suoi giacimenti di bauxite, marna di cemento e carbone.

## Società

### La presenza autoctona di italiani

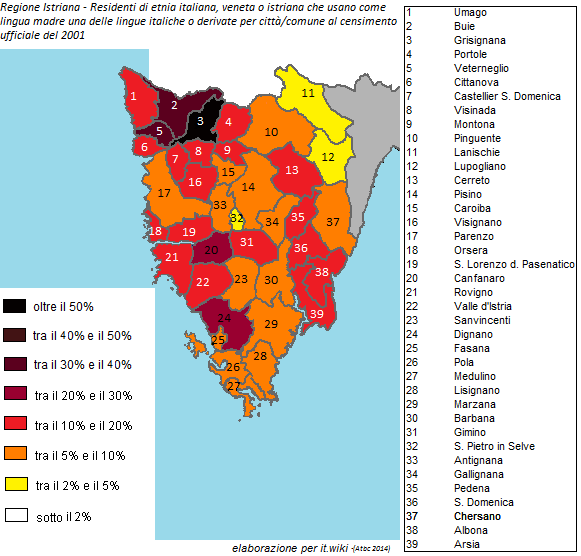
Distribuzione dei residenti di etnia italiana che adottano una delle lingue italiche o derivate (2001)

È presente una comunità di italiani autoctoni che rappresentano una minoranza residuale di quelle popolazioni italofone che abitarono per secoli la penisola dell'Istria e le coste del Quarnaro e della Dalmazia, territori che appartennero alla Repubblica di Venezia. La presenza di italiani ad Albona è drasticamente diminuita in seguito all'esodo giuliano dalmata che avvenne dopo la seconda guerra mondiale e che fu anche cagionato dai massacri delle foibe.
Secondo il censimento del 1921, su 14 142 abitanti dell'allora comune di Albona, 7737 erano di lingua italiana e 6405 di lingua serbo-croata. 
Oggi, secondo il censimento croato del 2011, è presente una minoranza italiana composta da 319 persone, pari al 2,74% della popolazione complessiva, riunite nella locale Comunità degli Italiani di Albona "Giuseppina Martinuzzi" aderiscono anche i connazionali delle vicine località tra cui Arsia, Chersano e Fianona. Il sodalizio, attivo fin dal 1947, aderisce all'Unione Italiana e si è sempre distinto per la sua attività a sostegno della cultura italiana.

### Lingue e dialetti
| %      | Ripartizione linguistica (gruppi principali) |
| ------ | -------------------------------------------- |
| 1,59%  | madrelingua bosniaca                         |
| 92,62% | madrelingua croata                           |
| 3,09%  | madrelingua italiana                         |

| %      | Ripartizione linguistica (gruppi principali) |
| ------ | -------------------------------------------- |
| 4,17%  | madrelingua bosniaca                         |
| 89,75% | madrelingua croata                           |
| 2,74%  | madrelingua italiana                         |

## Località
Il comune di Albona è diviso in 18 insediamenti (naselja):
- Albona (Labin), sede comunale
- Bartici (Bartići)
- Becici (Bečići)
- Cappelletta (Kapelica)
- Crainzi (Kranjci)
- Fratta (Presika)
- Gondali (Gondolići)
- Glussici (Gora Glušići)
- Marcegliani (Marceljani)

- Montagna (Breg)
- Porto Albona o Rabaz (Rabac)
- Porto Lungo (Duga Luka)
- Ripenda Cossi (Ripenda Kosi)
- Ripenda Carso (Ripenda Kras)
- Ripenda Verbanzio (Ripenda Verbanci)
- Rogozzana (Rogočana)
- Salaco (Salakovci)
- Vines (Vinež)

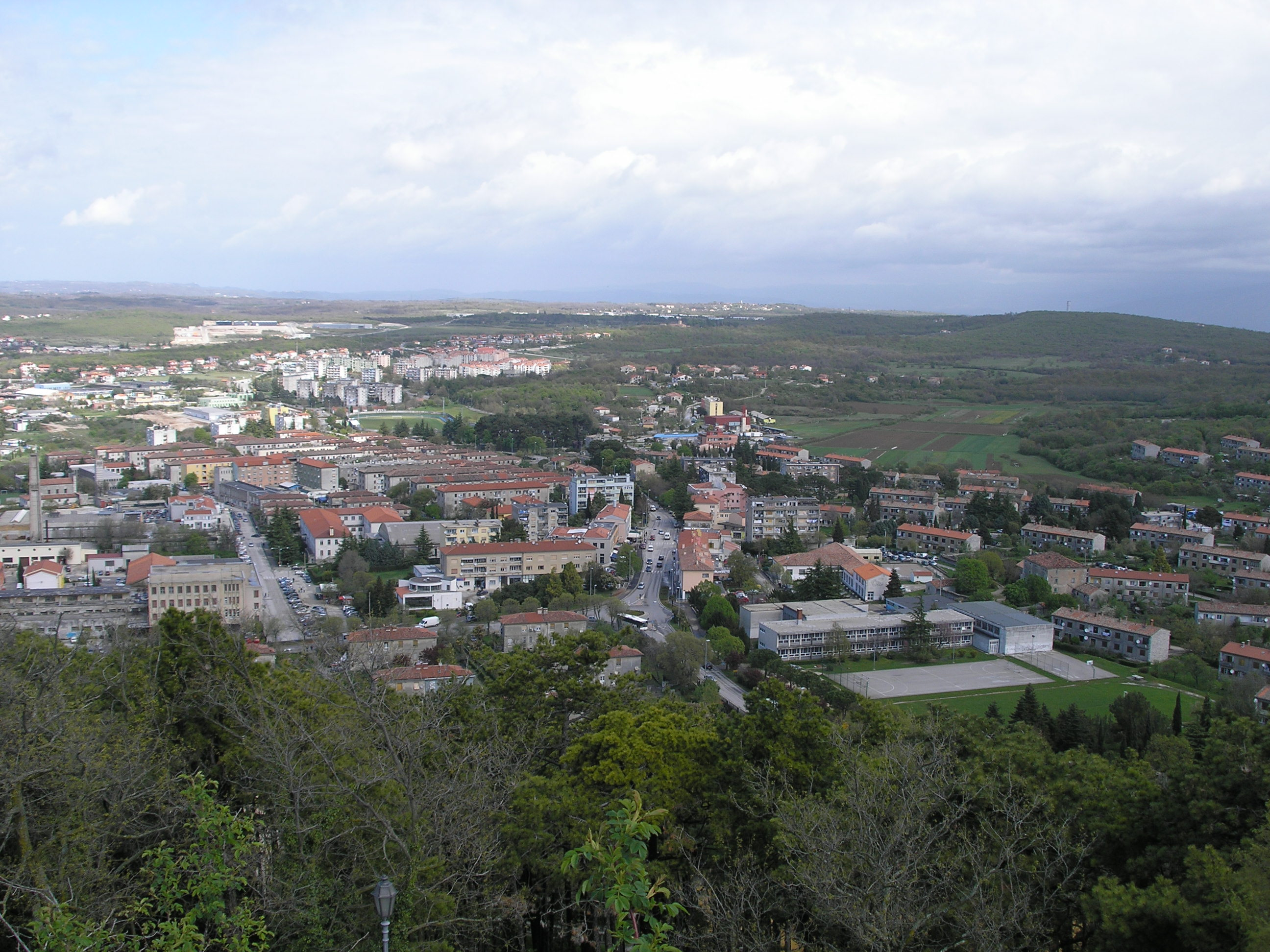
Veduta della città bassa: Piedalbona

L'insediamento del capoluogo comprende la "città alta" o "città vecchia" (Stari Grad), con i rioni di Gorizza (Gorica), Dolizza (Dolica), Cragn (Kranj), Fortezza (Fortica), "Borgo" (Crć o Crćak), "Rialto" e "Santa Caterina" (Sveta Katarina), e la "città bassa" o Piedalbona (Podlabin).
Altre località del territorio del comune di Albona sono: Berdo (Brdo), Blascovici (Blaškovići), Borogna o Rabaz Superiore (Gornji Rabac), Catici (Katići), Caturi (Kature o Katuri), Clavar (Klavar), Cossi Grande (Veli Kosi), Cossi Piccolo (Mali Kosi), Cranizza (Kranjica o Krojnica), Crevatini (Hrvatini), Dirindin (Junac), Dubrava o Selva (Dubrova), Dusizze (Dropići), Faraguni (Faraguni), Filici (Filići), Giogai (Žugai), Gondolo (Kandelovo), Glussici Superiore (Gora Glušići), Marcilnizza (Marcilnica), Millevoi (Majal), Podvigne, Ragozzana o Rogozzana Grande (Rogočana Vela), Sant'Andrea (Sveti Andrija), San Gallo (Sveti Gal), Vizzani (Vicani o Vičane).

## Galleria d'immagini

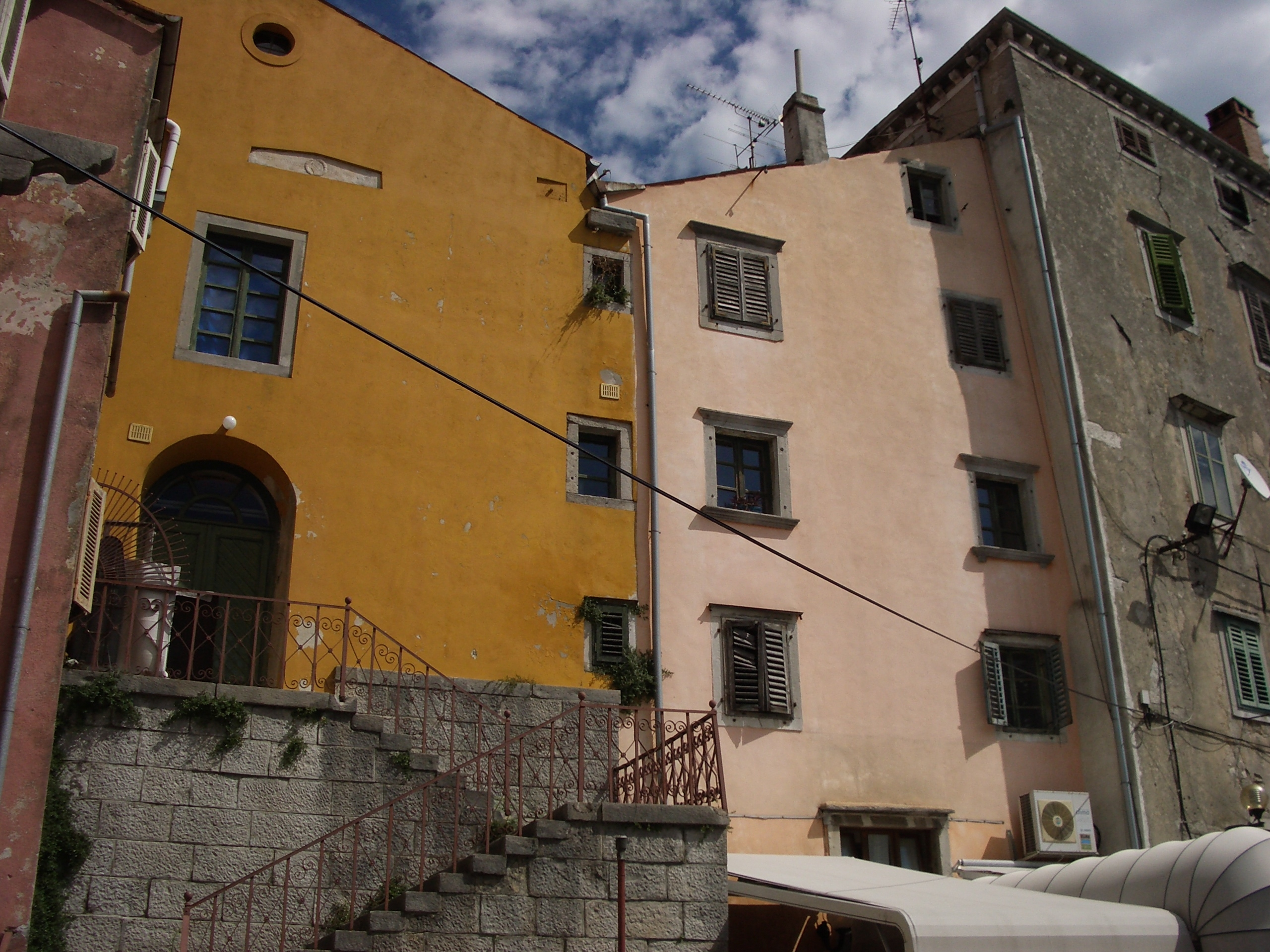
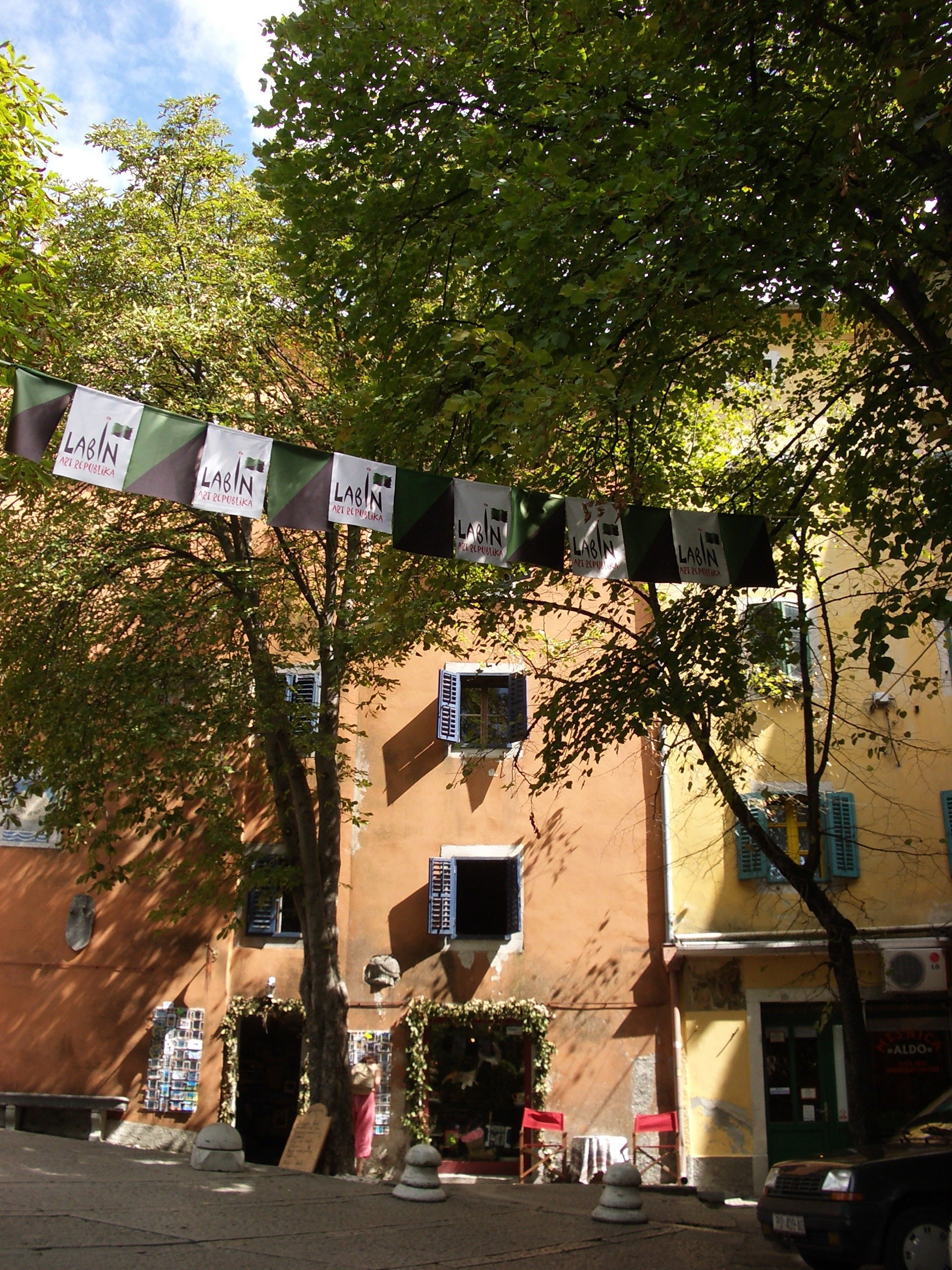
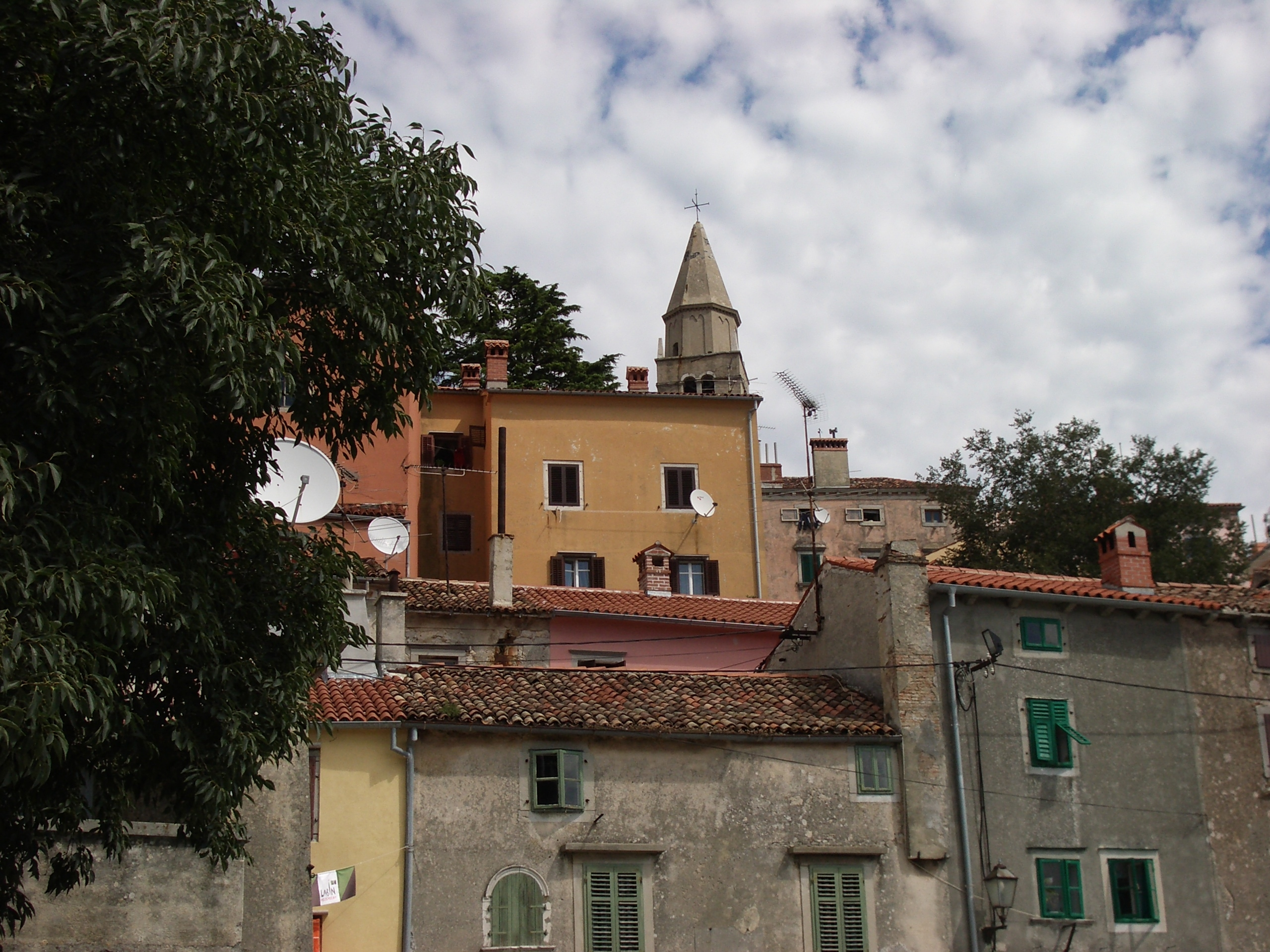
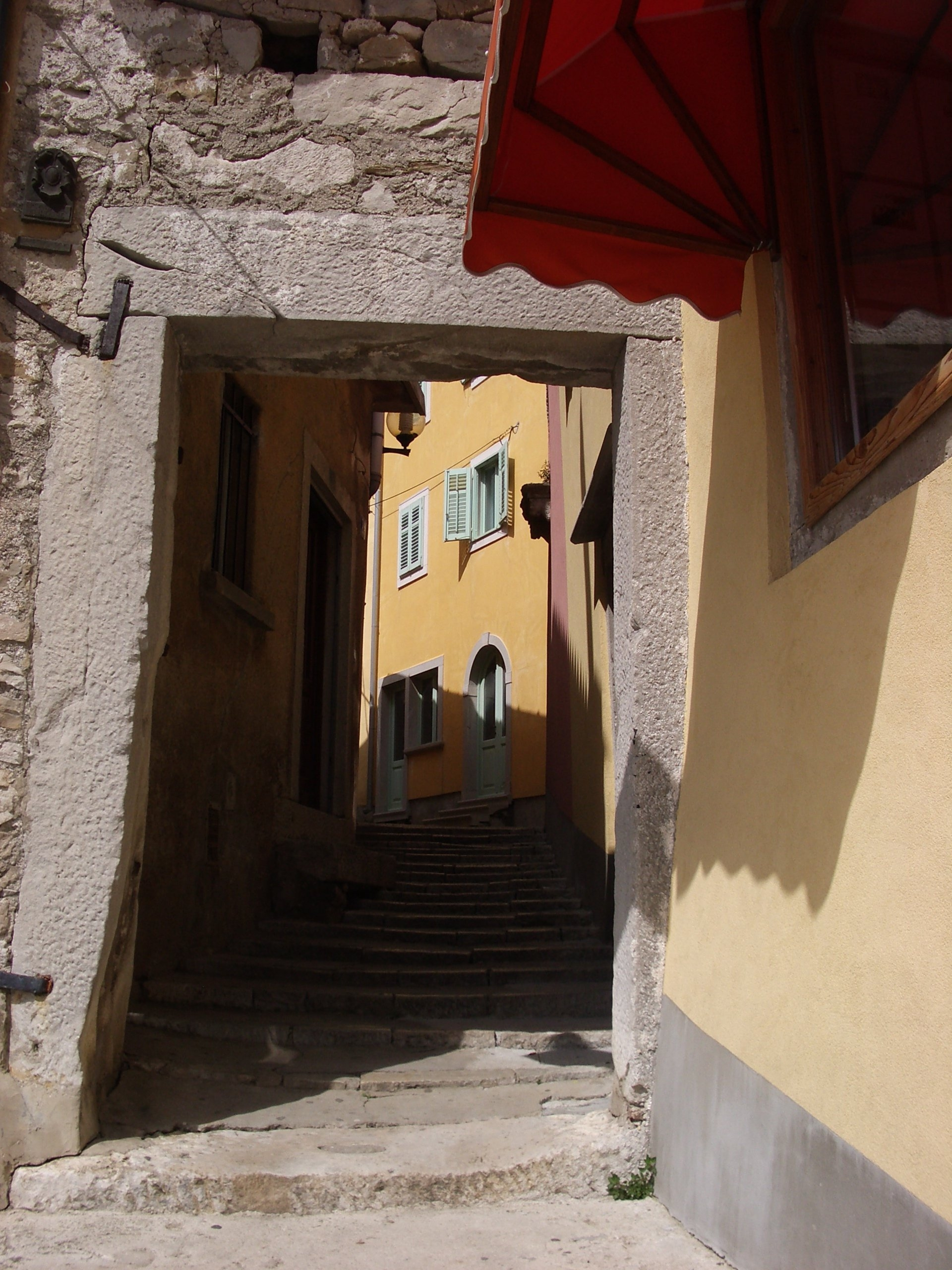
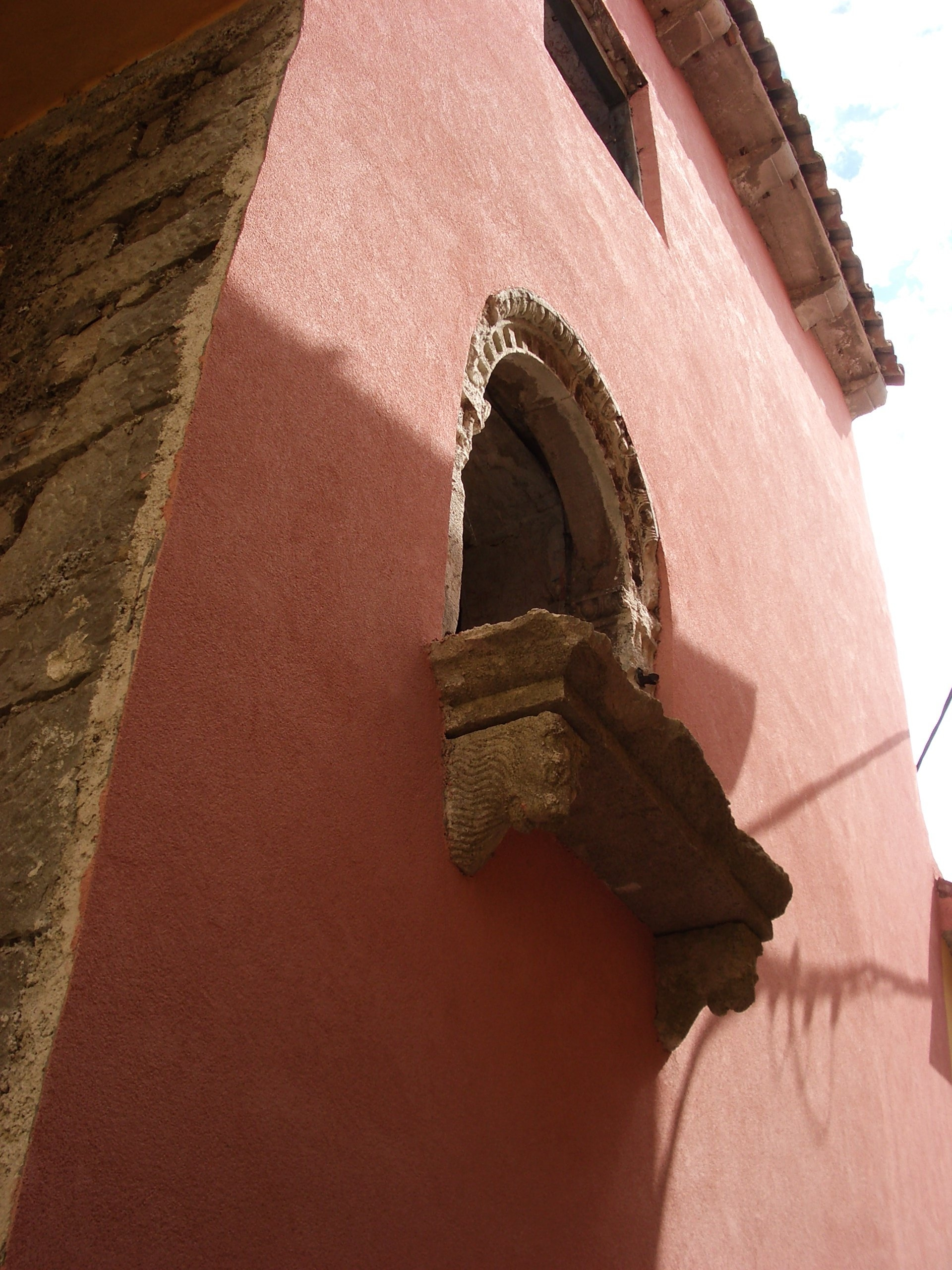
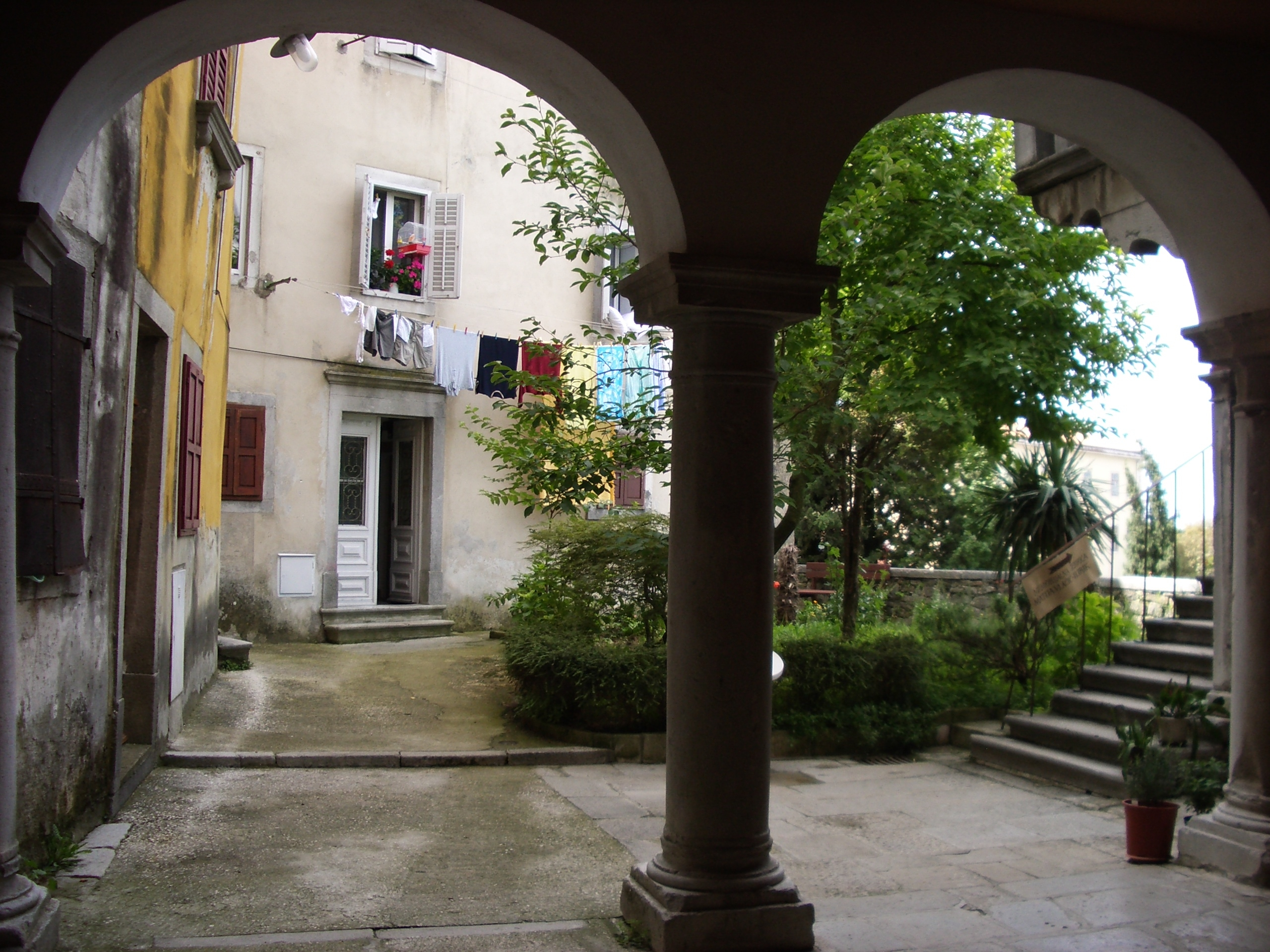
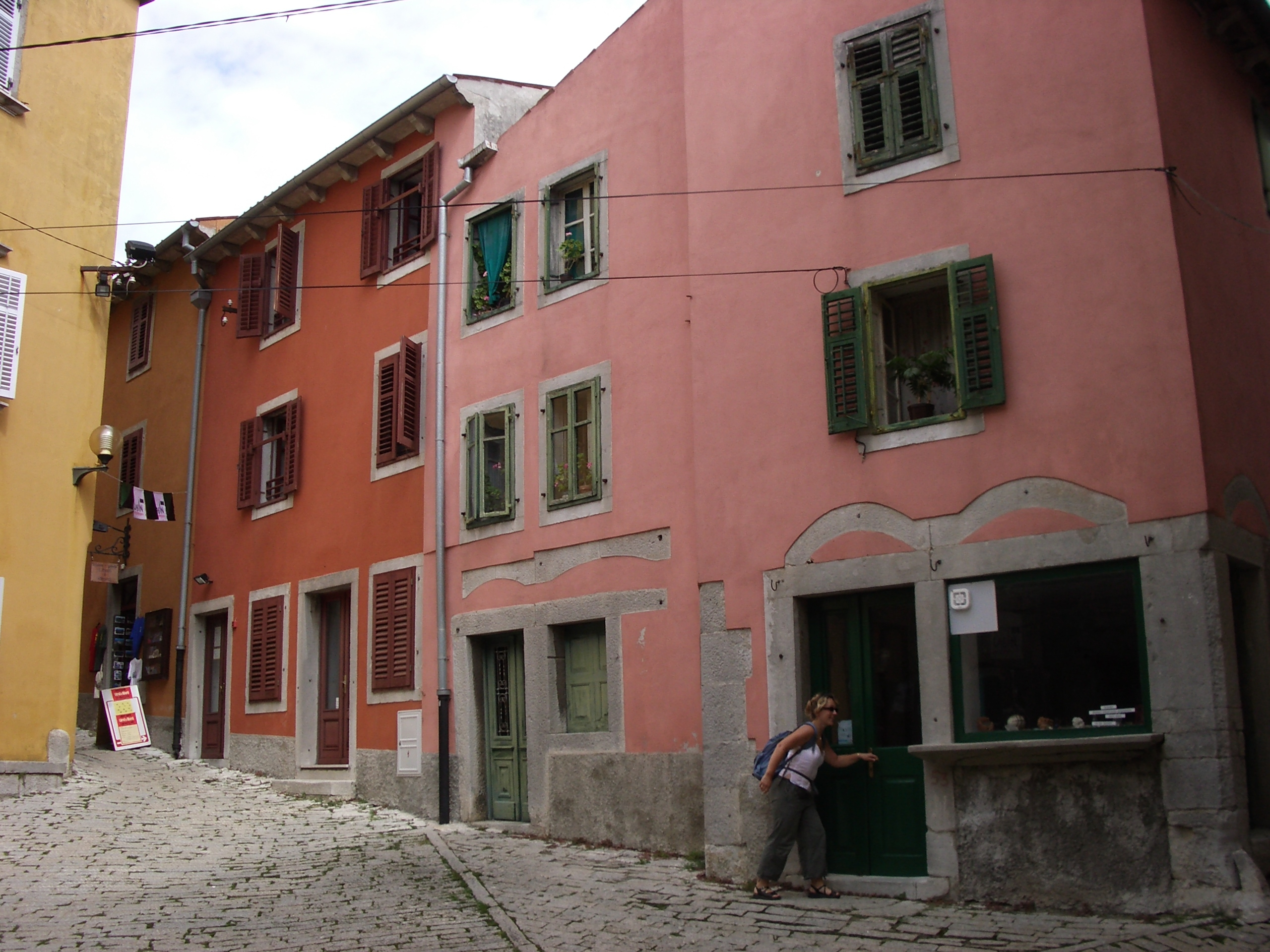
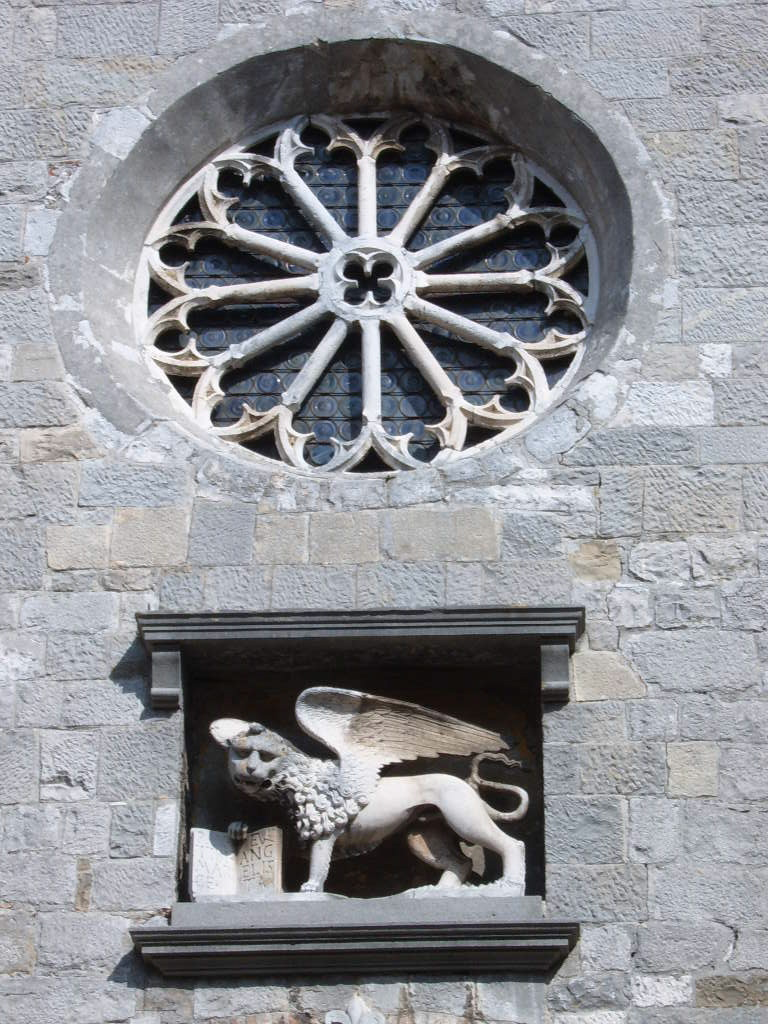

## Clima
| Albona              | Mesi | Mesi | Mesi | Mesi | Mesi | Mesi | Mesi | Mesi | Mesi | Mesi | Mesi | Mesi | Stagioni | Stagioni | Stagioni | Stagioni | Anno  |
| Albona              | Gen  | Feb  | Mar  | Apr  | Mag  | Giu  | Lug  | Ago  | Set  | Ott  | Nov  | Dic  | Inv      | Pri      | Est      | Aut      | Anno  |
| ------------------- | ---- | ---- | ---- | ---- | ---- | ---- | ---- | ---- | ---- | ---- | ---- | ---- | -------- | -------- | -------- | -------- | ----- |
| T. max. media (°C)  | 7,6  | 8,3  | 11,4 | 15,4 | 20,1 | 23,8 | 26,8 | 26,4 | 22,8 | 17,8 | 12,5 | 9,5  | 8,5      | 15,6     | 25,7     | 17,7     | 16,9  |
| T. min. media (°C)  | 2,6  | 2,8  | 5,0  | 8,1  | 12,2 | 15,9 | 18,4 | 18,2 | 15,2 | 11,3 | 6,8  | 4,3  | 3,2      | 8,4      | 17,5     | 11,1     | 10,1  |
| Precipitazioni (mm) | 96   | 81   | 83   | 87   | 82   | 80   | 68   | 83   | 115  | 124  | 139  | 117  | 294      | 252      | 231      | 378      | 1 155 |

## Amministrazione

### Gemellaggi
- Sospirolo, dal 1992[9]
- Manzano, dal 1981[10]
- Carbonia, dal 2010